# Strîhanî, Slavuta
Strîhanî (în ucraineană Стригани) este un sat în comuna Krupeț din raionul Slavuta, regiunea Hmelnîțkîi, Ucraina.

## Demografie
Componența lingvistică a localității Strîhanî
     Ucraineană (98,51%)
     Rusă (1,28%)
     Alte limbi (0,21%)
Conform recensământului din 2001, majoritatea populației localității Strîhanî era vorbitoare de ucraineană (98,51%), existând în minoritate și vorbitori de rusă (1,28%).